# Stromatoporida

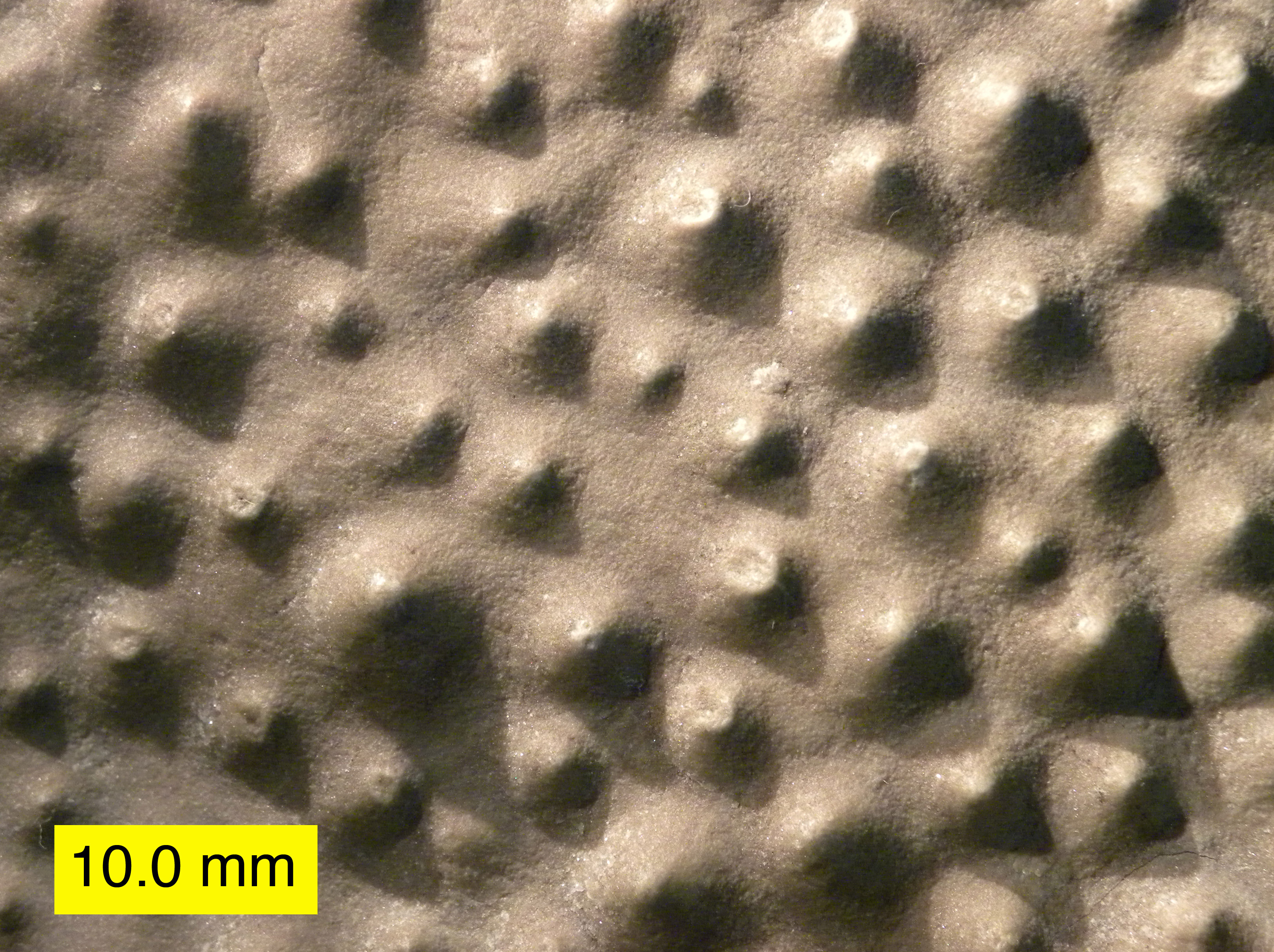

Los estromatopóridos (Stromatoporida) son una clase extinta de esponjas con esqueletos densos. Dominaron los arrecifes paleozoicos junto a Bryozoa y Tabulata 40 millones de años después de la desaparición de Archaeocyatha, y son comunes en el registro fósil desde el Ordovícico hasta el Devónico. Fueron particularmente abundantes en el Silúrico y el Devónico. Se los considera esclerosponjas fósiles.

## Morfología
Los estromatopóridos son grandes bolas de carbonato cálcico que, en sección laminada, muestran una estructura que se asemeja a la de las esclerosponjas. Poseen unas estructuras llamadas mamelones formadas por astrorrizas que se juntan en un punto central. Esta parte blanda donde se encuentran las láminas se va dividiendo en varias capas. Embebidas dentro de las láminas de carbonato cálcio hay espículas (motivo éste por el que a estos seres se los relacionaba con el grupo polifilético de las esclerosponjas). El mamelón es una unidad de filtración. 

## Ecología
Estos seres formaban grandes arrecifes en el Paleozoico. Sus comunidades se diversificaron y persistieron durante 120 millones de años, hasta casi el fin del Devónico. En el Silúrico, los estromatopóridos construyeron arrecifes pequeños (5-10 metros de espesor y longitud inferior a 3 kilómetros). Durante el Devónico alcanzaron proporciones enormes (varios cientos de kilómetros). La llegada de los estromatopóridos a los grandes arrecifes compartidos con corales y briozoos solía ser tardía, y formaban junto con algas incrustantes una banda resistente a la acción de las olas una vez el montículo sobresalía del nivel del mar. Posiblemente se extinguieron debido a un enfriamiento climático generalizado.